# Hanna Konsek
Hanna Konsek (* 21. Januar 1987 in Rybnik) ist eine polnische Fußballspielerin.

## Karriere

### Verein
Konsek startete ihre Karriere beim RKP Rybnik, bevor sie 2002 im Alter von 15 Jahren in die B-Jugend des RTP Unia Racibórz ging. Sie entwickelte sich dort zur Leistungsträgerin und wurde 2008 Mannschaftskapitänin von Racibórz, bevor sie am 13. Januar 2014 bei Blau-Weiß Hohen Neuendorf in der 2. Fußball-Bundesliga unterschrieb.
Nach einem halben Jahr in Hohen Neuendorf wechselte Konsek weiter zum 1. FC Lübars, bei dem sie bis zum Jahresende 2015 zu 22 Einsätzen kam. Anfang 2016 kehrte sie zu Blau-Weiß Hohen Neuendorf zurück.

### Nationalmannschaft
Konsek gehört seit 2006 zum Kader der polnischen Nationalmannschaft und gab ihr A-Länderspiel-Debüt am 23. September in der Qualifikation zur Fußball-Weltmeisterschaft 2007.

## Erfolge
- Polnischer Pokal: 2010, 2011, 2012
- Polnische Meisterschaft: 2009, 2010, 2011, 2012, 2013